# Щок (геология)
Щокът е грубо, цилиндрично, относително малко магмено тяло, пробило пътя си чрез разкъсване на лежащите отгоре скали и постепенното им раздробяване. Названието идва от немската дума stock със значение „пръчка“, „ствол“. Щокове с паралелни вертикални контакти се наричат хонолити, а тези с конусовидна форма – етнолити. Формированието се отнася към типа на несъгласните интрузии, т.е. пресича пластовете на скалите, в които се вмества.

## Формиране
Във вместващите скали първо проникват самостоятелни магмени жили, след това отделните фрагменти от тези скали се доразчупват и обгръщат от магмата, превръщайки се в по-едри или по-дребни ксенолити. Количеството на ксенолитите намалява с отдалечаването от горната част на тялото, размерите им стават все по-малки, а от взаимодействието с магмата формата им става все по-заоблена. Липсата на ксенолити в едно магмено тяло не означава, че щокът не е внедрен чрез блокирането на магмата, защото ксенолитите биха могли да потънат бързо в още течната магма, където да се разпаднат от частичното им топене. Главната причина за по-голямата или по-малка скорост на потъване е плътностият контраст между ксенолитите и магмата и техният размер.
Щоковете се характеризират с наличието на множество апофизи.

## Състав, форма и размери
Щокът е образуван от различен материал, но предимно от интрузивни скали, от кисели до ултраосновни, формирани при застиване на магмата, отлагане на каменна сол и други.
Има неправилна, капковидна, клиновидна или близка до цилиндричната форма, понякога леко удължена в план. Пресича скалите, в които е вложен, и е изпъстрен със сложни издатини и разклонения.
Размерите на щоковете са различни, но площта обикновено не надвишават 100 km2. Размерът по дългата ос е от няколко километра, а по късата варира от няколко метра до няколко километра. Отличава се от батолитите с по-малките си размери.

## Видове
В зависимост от условията на образуване щоковете се делят на:
- Тектонични – възникват при тектонични процеси, вследствие приложено налягане върху пластичните материали в скалните породи и тяхната деформация. Пример за това са щоковете от каменна сол в областите на диапирова тектоника.[7]
- Магмени – образуват се при проникване на магмена стопилка, пресичаща напречно или под ъгъл вместващите я скали. В ранния геосинклинален стадий се формират щокове от ултраосновни и основни породи, а също така и асоциираните с тях хромитни и титано-магнетитни щокове. В средния стадий щоковете се образуват от гранити, а в късния – от сиенити, порфири, порфирити, диабази, андезити и други.[7]
- Метасоматични – образуват се при замяна на скалните породи с минерални вещества, отлагани от циркулиращите в земната кора горещи, хидротермални разтвори. Към тях спадат рудните щокове, богати на мед, олово, цинк, калай, антимон и други метали.[7]

Според състава си щоковете са два вида:
- Рудни – образуван при застиване на магмата и съдържащ много и различни видове руди
- Солни – съставен от каменна сол

## Примери
Примери за щокове има навсякъде по цялото земно кълбо – Шотландия, Алпите, Перу и много други. Според геолозите Христо Дабовски и Венелин Желев плутоните на Витоша и Плана в България са щокове от горнокредната епоха. На 5 km югоизточно от град Провадия се експлоатира солен щок, внедрен в отслабената зона при пресичане на няколко разлома.